# ファールン赤

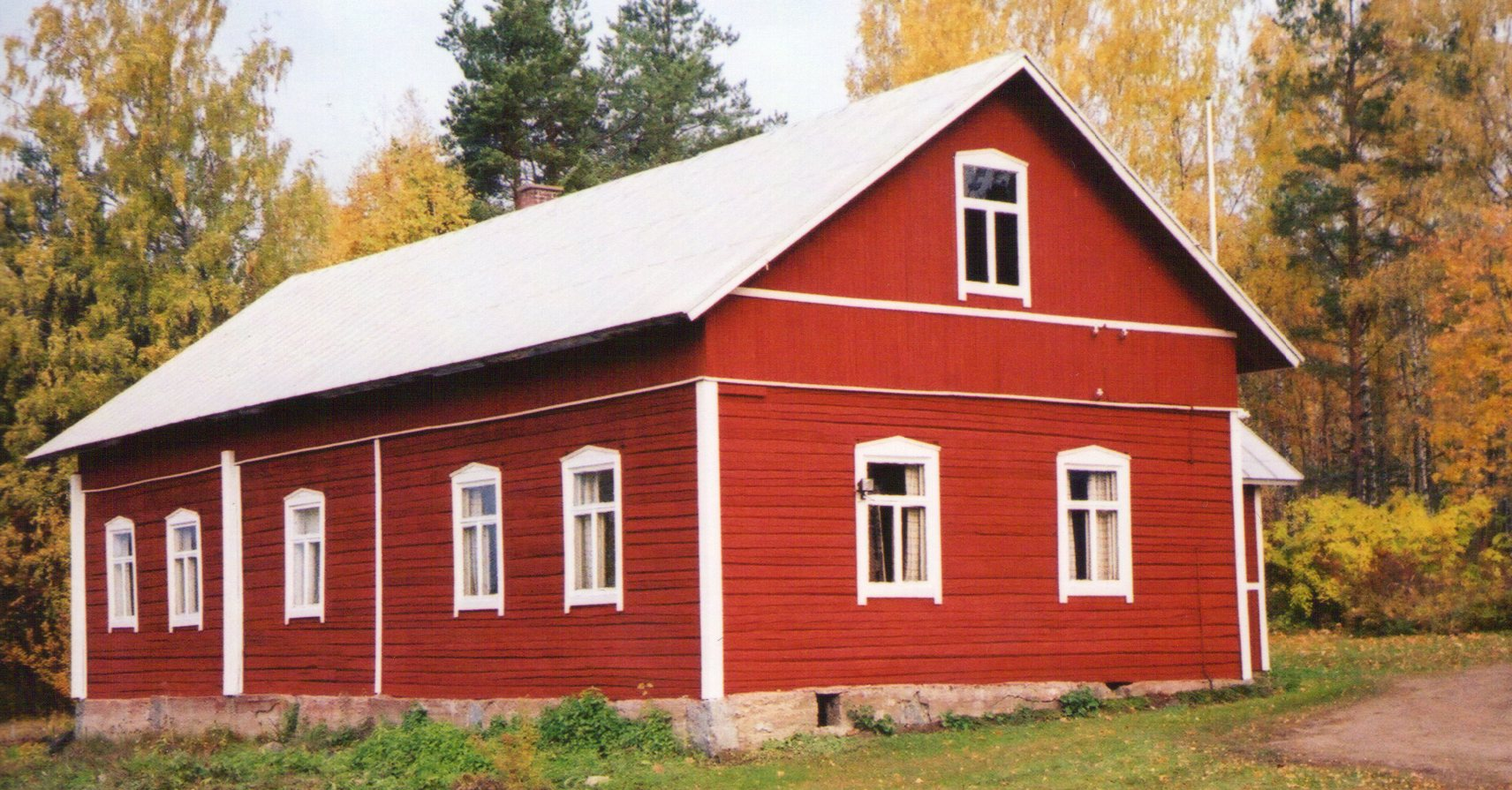
伝統的なフィンランドのファールン赤ログハウス（中央スオミ県アーネコスキ）。

ファールン赤（ファールンあか、スウェーデン語: falu rödfärg, 発音 [ˈfɑ̂ːlɵ ˈrø̂ː(d)færj]、"ファールンの赤色"）は、スウェーデン、フィンランド、およびエストニアにおける木製コテジおよび納屋で一般的に使われる浸透性赤色顔料である。

## 歴史
ファールンでは数百年に及ぶ採掘の後、残留物の大きな山が鉱山の周辺で地上に堆積した。
16世紀になると、鉱山の鉱滓や製錬所のスラグが鉱化して、銅、石灰石、珪酸、亜鉛などを多く含む赤い色の汚泥が作られるようになった。これを数時間加熱し、亜麻仁油やライ麦粉と混ぜると、耐候性に優れた塗料になることがわかった。17世紀には、上流階級が建てた赤レンガのファサードを模して、木造の建物にファールー赤が塗られるようになった。
スウェーデンの都市部では、19世紀初頭まで木造の建物にファールン赤が塗られていたが、当局がファールン赤の使用に反対するようになった。

### 復活
19世紀になると、スウェーデンの田舎では、貧しい農家や小作人が家を塗るようになり、ファールン赤の人気が復活した。今でも田舎ではファールン赤が広く使われている。フィンランド語で牧歌的な家と生活を指す「赤いコテジとジャガイモ畑」（punainen tupa ja perunamaa）という表現があるが、これはファールン赤で塗られた田舎の家のことを指している。

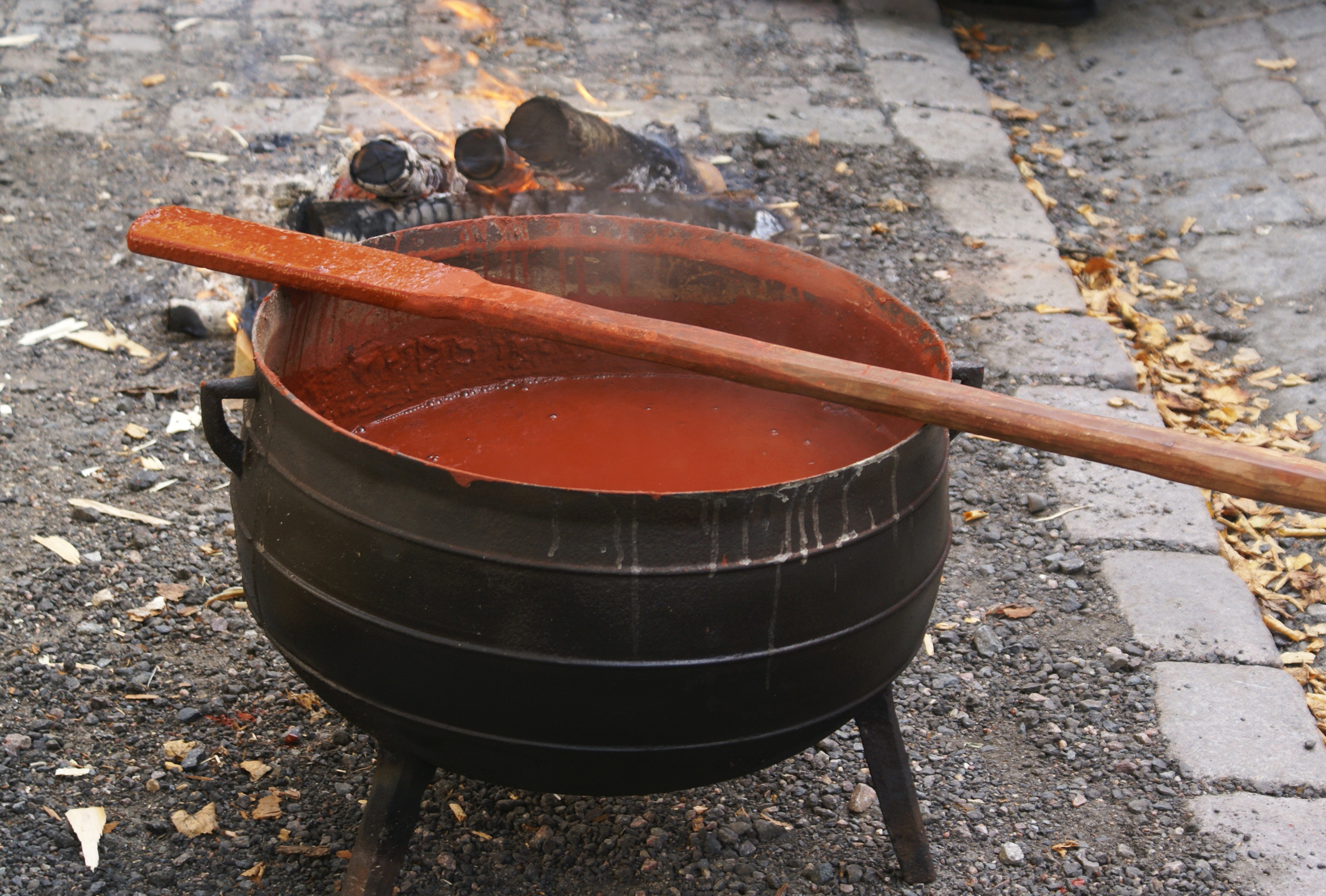
混ぜて煮込んだ後のファールンー赤。

## 組成
この塗料は水、ライ麦粉、亜麻仁油、ケイ酸塩、酸化鉄、銅化合物、亜鉛で構成されている。古くなるとバインダーが劣化して、色の粒子がばらばらになるが、再塗装の前にブラシがけするだけで十分なので、修復は容易である。
実際の色は酸化物の焦げ具合によって異なり、黒に近いものから明るく淡い赤まで様々である。時代によって流行した赤の色調も異なる。